# The Jewish Chronicle
«The Jewish Chronicle» («Джу́иш Кро́никл»; с англ. — «Еврейские хроники») — англо-еврейский периодический орган (еженедельная газета) в Лондоне на английском языке, выходящий с ноября 1841 года. Средне-продаваемый тираж — 32 000 (данные июня 2010).
Вместе с «Allgemeine Zeitung des Judenthums» является наиболее старым периодическим органом прессы у евреев.

## История издания

### XIX век — начало XX века
Первый номер появился 12 ноября 1841 года под редакцией Мелдолы (D. Meldola) и Анджела (M. Angel) ин-кварто и вскоре стал выходить ин-октаво. Когда 18 октября 1844 года редактором стал Джозеф Митчелл (Joseph Mitchell), он стал называться «The Jewish Chronicle and Working Man’s Friend»; он выходил раз в две недели и лишь с 9 июля 1847 года стал и поныне остаётся еженедельным органом.
Под редакцией М. Бресслау в 1854 г. он назывался «The Jewish Chronicle and Hebrew Observer». В 1855 года во главе его стал Авраам Бениш и с небольшим перерывом, когда еженедельником руководил Михаил Генри (ум. 1875), вёл его до 21 июля 1878 года. Перу Бениша принадлежали в газете почти все наиболее важные передовые статьи, и в течение свыше 20 лет он проводил свои взгляды в духе борьбы с крайней ортодоксией. По завещанию Бениша еженедельник перешёл к Англо-еврейскому обществу (1878), которое, однако, продало его Ашеру И. Майерсу (Asher I. Myers), Сиднею Самюэлю (Sydney M. Samuel) и Израилю Дэвису.
В 1891 году, по случаю 50-летнего юбилея, вышел специальный номер, в котором были помещены статьи наиболее выдающихся еврейских писателей и учёных.
До 1902 года фактически всем делом управлял Ашер Майерс, который придал газете очень серьёзный характер и сделал её влиятельнейшим органом еврейской прессы Англии; при нём в газете стали печататься отчёты о всех выдающихся народных собраниях, статьи наиболее видных общественных деятелей, новости из общественной жизни евреев Западной Европы и т. д. При нём также были введены иллюстрации (преимущественно портретные). После смерти Майерса (1902) еженедельник перешёл в полную собственность Израиля Дэвиса, фактическим же редактором его стал Дюпарк.
Хотя направление еженедельника в начале XX века было консервативным и враждебным сионизму, однако на столбцах газеты находили место также статьи, освещавшие сионизм с благоприятной стороны; точно так же нередко в нём писали в очень примирительном духе относительно вопросов реформы в еврейской жизни и религии. В целом газета носила серьёзный и беспристрастный характер. С 1905—1906 годах она стала пользоваться славой одного из наиболее осведомлённых органов еврейства; она отражала еврейскую жизнь не только Западной Европы, но и Восточной, не исключая России. С 1904 года был введён особый библиографический отдел под редакцией Израиля Абрахамса, озаглавленный «Books and Bookmen»; в этом отделе отмечались новые еврейские книги, выходившие на английском, немецком, французском, итальянском и еврейском языках.